# Heriberto Sandi
Heriberto Sandi Castillo (ur. 28 września 1992) – kostarykański zapaśnik walczący w obu stylach. Zajął dwudzieste miejsce na mistrzostwach świata w 2021. Medalista igrzysk Ameryki Środkowej w 2010 roku.